# Liste der höchsten Gebäude des Fürstentums Monaco
Dies ist die Liste der Höchsten Gebäude des Fürstentum Monaco. Der 170 Meter hohe Tour Odéon ist das höchste freistehende Gebäude des Fürstentum Monaco.

## Höchste Hochhäuser

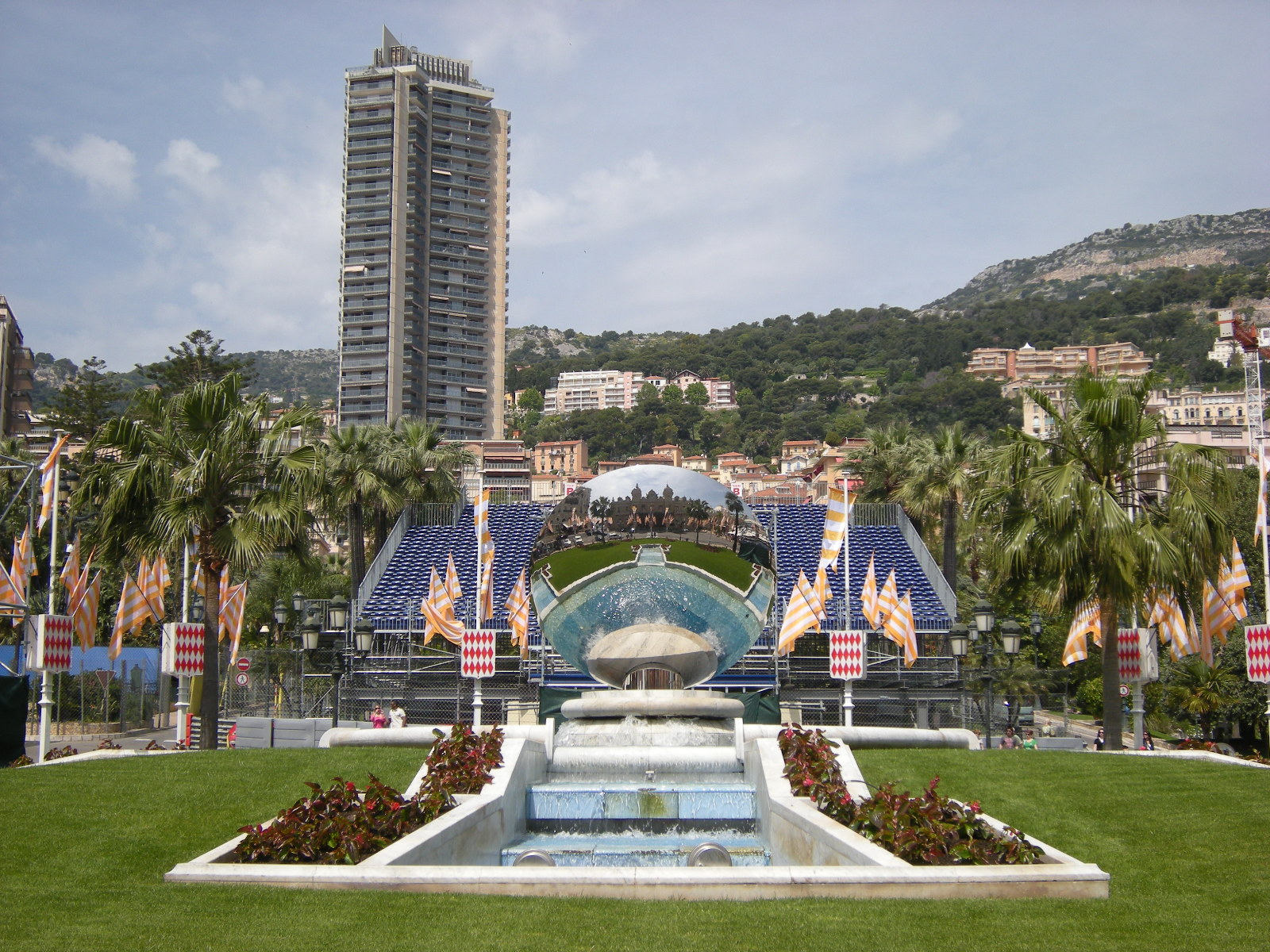
Der Tour Le Millefiori

Diese Liste zeigt die 20 höchsten Hochhäuser des Fürstentum Monaco. Aufgelistet sind fertiggestellte und im Bau befindliche Gebäude. Es gilt für die Rangliste die offizielle Höhe mit Höhe der Gebäudestruktur inklusive Turmspitzen, jedoch ohne Antennen und andere technische Aufbauten.
| Rang | Name               | Höhe m | Etagen | Fertigstellung | Stadtbezirk (Fürstentum Monaco) | Status | Bemerkungen                                                                           |
| ---- | ------------------ | ------ | ------ | -------------- | ------------------------------- | ------ | ------------------------------------------------------------------------------------- |
| 1    | Tour Odéon         | 170    | 49     | 2015           | La Rousse                       | erbaut | Das teuerste Penthouse der Welt erstreckt sich mit 3300 m² über die Etagen 45 bis 49. |
| 2    | Tour Le Millefiori | 111    | 37     | 1969           | Monte-Carlo                     | erbaut | Wurde erst nach 46 Jahren vom Tour Odéon als höchstes Gebäude des Landes abgelöst.    |
| 3    | L’Annonciade       | 111    | 35     | 1980           | La Rousse                       | erbaut | Wohn- und Gewerbefläche                                                               |
| 4    | Parc Saint Roman   | 108    | 35     | 1982           | Monte-Carlo                     | erbaut | Wohn- und Gewerbefläche                                                               |
| 5    | Columbia Palace    | 105    | 34     | 1985           | Monte-Carlo                     | erbaut | Wohn- und Gewerbefläche                                                               |
| 6    | Château Périgord 1 | 93     | 30     | 1972           | Monte-Carlo                     | erbaut | Château Périgord 1 und 2 sind gleich hohe Zwillingstürme                              |
| 7    | Château Périgord 2 | 93     | 30     | 1973           | Monte-Carlo                     | erbaut | Château Périgord 1 und 2 sind gleich hohe Zwillingstürme                              |
| 8    | Le Roccabella      | 90     | 29     | 1982           | Monte-Carlo                     | erbaut | Mietwohnungen                                                                         |
| 9    | Tour Simona        | 90     | 23     | 2012           | La Condamine                    | erbaut | Bauzeit 2008–2012. Mietwohnungen und Fitnesscenter                                    |
| 10   | Monte Carlo Sun    | 81     | 26     | 1984           | Monte-Carlo                     | erbaut | Wohnungen                                                                             |
| 11   | Le Mirabeau        | 81     | 26     | 1973           | Monte-Carlo                     | erbaut | Wohn- und Eigentumswohnungen und Boardinghaus                                         |
| 12   | Le Formentor       | 78     | 27     | 1981           | Monte-Carlo                     | erbaut | Mietwohnungen, Einzelhandel und Galerie                                               |
| 13   | Le Schuylkill      | 78     | 25     | 1970           | Monte-Carlo                     | erbaut | Eigentumswohnungen                                                                    |
| 14   | L'Engelin          | 76     | 20     | 2017           | La Condamine                    | erbaut | Bauzeit 2015–2017                                                                     |
| 15   | Sun Tower          | 69     | 22     | 1965           | Monte-Carlo                     | erbaut | Eigentumswohnungen                                                                    |
| 16   | Europa Résidence   | 69     | 22     | 1967           | Monte-Carlo                     | erbaut | Mietwohnungen, kahle Beton Fassade                                                    |
| 17   | Les Abeilles       | 66     | 21     | 1979           | Monte-Carlo                     | erbaut | Eigentumswohnungen, Postmoderne Architektur                                           |
| 18   | MoNa Residences    | 65     | 22     | -              | Monte-Carlo                     | im Bau | Eigentumswohnungen, das Gebäude wurde noch nicht fertig errichtet                     |
| 19   | L’Escorial         | 63     | 21     | 1976           | La Condamine                    | erbaut | Eigentumswohnungen, Einzelhandel                                                      |
| 20   | Les Ligures        | 63     | 21     | 1978           | La Condamine                    | erbaut | Eigentumswohnungen                                                                    |